# بخش کلی (شهرستان ماسکینگوم، اوهایو)
بخش کلی (به انگلیسی: Clay Township) یک منطقهٔ مسکونی در ایالات متحده آمریکا است که در شهرستان ماسکینگام، اوهایو واقع شده‌است.
 بخش کلی ۲۴٫۴ کیلومتر مربع مساحت و ۱٬۰۳۸ نفر جمعیت دارد و ۲۷۳ متر بالاتر از سطح دریا واقع شده‌است.